# 吴伯凡
吴伯凡（1966年—），男，湖北荆州人，哲学硕士，《21世纪商业评论》发行人，原《21世纪商业评论》主编。

## 人物经历
吴伯凡，1966年生于湖北荆州，1987年毕业于中国人民大学，1990年毕业于中国社会科学院研究生院，获哲学硕士学位。
现任《21世纪商业评论》执行主编，21世纪报系企业公民研究中心主任，中央人民广播电台时事观察员、节目主持人。
曾从事哲学、基督教神学和社会理论研究，自2001起进入媒体行业，并从事网络经济、网络文化、管理学、商业史的研究，发表相关论文和评论120多万字。著有《孤独的狂欢——数字时代的交往》一书及译著多种。
2008年10月与原凤凰卫视著名主持人梁冬共同在中央人民广播电台“经济之声”推出的一档财经脱口秀节目：冬吴相对论。